# Wyrąb (województwo świętokrzyskie)
Wyrąb – osada leśna w Polsce położona województwie świętokrzyskim, w powiecie włoszczowskim, w gminie Włoszczowa.